# کارادوت (کاهتا)
کارادوت (به ترکی استانبولی: Karadut) (به کردی: Qertût) یک منطقهٔ مسکونی کردنشین در ترکیه است که در کاهتا واقع شده‌است.